# Lengte tussen de loodlijnen
De lengte tussen de loodlijnen (Lll) is de afstand tussen de loodlijnen, een term die gebruikt wordt om de lengte van een schip aan te geven.
De voorloodlijn gaat door de voorzijde van het schip op de geladen waterlijn en voor de achterloodlijn gebruikt men meestal het hart van de roerkoning. Zie lijn Lpp in het schema. De lengte tussen de loodlijnen is vooral van belang voor de voorschriften van overheidsinstellingen en classificatiebureaus. Deze lengte wordt gebruikt, omdat deze een beter idee van de laadcapaciteit zou geven dan de lengte over alles, aangezien een boegspriet of spitse boeg niet wordt meegenomen in de lengtemeting.